# Le navi attaccano i bastioni
Le navi attaccano i bastioni (Корабли штурмуют бастионы) è un film del 1953 diretto da Michail Il'ič Romm.